# Val-de-Chalvagne
Val-de-Chalvagne ist eine französische Gemeinde mit 83 Einwohnern (Stand 1. Januar 2022) im Département Alpes-de-Haute-Provence in der Region Provence-Alpes-Côte d’Azur. Sie gehört zum Arrondissement Castellane und zum Kanton Castellane.

## Geographie
2.063 Hektar der Gemeindegemarkung sind bewaldet. Das Gemeindegebiet wird vom namengebenden Flüsschen Chalvagne durchquert. Die angrenzenden Gemeinden sind Entrevaux im Norden, La Rochette im Nordosten, Amirat im Osten, Briançonnet im Süden und Ubraye im Westen.

## Bevölkerungsentwicklung
| Jahr      | 1962 | 1968 | 1975 | 1982 | 1990 | 1999 | 2008 | 2012 |
| --------- | ---- | ---- | ---- | ---- | ---- | ---- | ---- | ---- |
| Einwohner | 72   | 50   | 52   | 68   | 38   | 48   | 65   | 78   |